# 1.ª etapa del Tour de Francia 2018
La 1.ª etapa del Tour de Francia 2018 tuvo lugar el 7 de julio de 2018 entre Noirmoutier-en-l'Île y Fontenay-le-Comte sobre un recorrido de 201 km y fue ganada al sprint por el ciclista colombiano Fernando Gaviria del equipo Quick-Step Floors, quien se convirtió en el primer portador del maillot jaune y segundo colombiano en vestir la camiseta de líder del Tour de Francia.

## Clasificación de la etapa
| \| Clasificación de la etapa \| Clasificación de la etapa \| Clasificación de la etapa \| Clasificación de la etapa \| Clasificación de la etapa \| \| Ciclista \| Ciclista \| Equipo \| Tiempo \| \| \| ------------------------- \| ------------------------- \| -------------------------- \| ------------------------- \| ------------------------- \| \| 1.º \| Fernando Gaviria \| Quick-Step Floors \| 4 h 23 min 32 s \| \| \| 2.º \| Peter Sagan \| Bora-Hansgrohe \| + 0 s \| \| \| 3.º \| Marcel Kittel \| Katusha-Alpecin \| + 0 s \| \| \| 4.º \| Alexander Kristoff \| UAE Team Emirates \| + 0 s \| \| \| 5.º \| Christophe Laporte \| Cofidis, Solutions Crédits \| + 0 s \| \| \| 6.º \| Dylan Groenewegen \| LottoNL-Jumbo \| + 0 s \| \| \| 7.º \| Michael Matthews \| Team Sunweb \| + 0 s \| \| \| 8.º \| John Degenkolb \| Trek-Segafredo \| + 0 s \| \| \| 9.º \| Jakob Fuglsang \| Astana \| + 0 s \| \| \| 10.º \| Rafał Majka \| Bora-Hansgrohe \| + 0 s \| \| |                    |                            |                 |
| |                    |                            |                 |
| Fuente: ProCyclingStats |                    |                            |                 |
| Clasificación de la etapa |                    |                            |                 |
| Ciclista | Ciclista           | Equipo                     | Tiempo          |
| 1.º | Fernando Gaviria   | Quick-Step Floors          | 4 h 23 min 32 s |
| 2.º | Peter Sagan        | Bora-Hansgrohe             | + 0 s           |
| 3.º | Marcel Kittel      | Katusha-Alpecin            | + 0 s           |
| 4.º | Alexander Kristoff | UAE Team Emirates          | + 0 s           |
| 5.º | Christophe Laporte | Cofidis, Solutions Crédits | + 0 s           |
| 6.º | Dylan Groenewegen  | LottoNL-Jumbo              | + 0 s           |
| 7.º | Michael Matthews   | Team Sunweb                | + 0 s           |
| 8.º | John Degenkolb     | Trek-Segafredo             | + 0 s           |
| 9.º | Jakob Fuglsang     | Astana                     | + 0 s           |
| 10.º | Rafał Majka        | Bora-Hansgrohe             | + 0 s           |

## Clasificaciones al final de la etapa

### Clasificación general(Maillot Jaune)
| \| Clasificación general \| Clasificación general \| Clasificación general \| Clasificación general \| Clasificación general \| \| Ciclista \| Ciclista \| Equipo \| Tiempo \| \| \| --------------------- \| --------------------- \| -------------------------- \| --------------------- \| --------------------- \| \| 1.º \| Fernando Gaviria \| Quick-Step Floors \| 4 h 23 min 22 s \| \| \| 2.º \| Peter Sagan \| Bora-Hansgrohe \| + 4 s \| \| \| 3.º \| Marcel Kittel \| Katusha-Alpecin \| + 6 s \| \| \| 4.º \| Oliver Naesen \| AG2R La Mondiale \| + 9 s \| \| \| 5.º \| Alexander Kristoff \| UAE Team Emirates \| + 10 s \| \| \| 6.º \| Christophe Laporte \| Cofidis, Solutions Crédits \| + 10 s \| \| \| 7.º \| Dylan Groenewegen \| LottoNL-Jumbo \| + 10 s \| \| \| 8.º \| Michael Matthews \| Team Sunweb \| + 10 s \| \| \| 9.º \| John Degenkolb \| Trek-Segafredo \| + 10 s \| \| \| 10.º \| Jakob Fuglsang \| Astana \| + 10 s \| \| |                    |                            |                 |
| |                    |                            |                 |
| Fuente: ProCyclingStats |                    |                            |                 |
| Clasificación general |                    |                            |                 |
| Ciclista | Ciclista           | Equipo                     | Tiempo          |
| 1.º | Fernando Gaviria   | Quick-Step Floors          | 4 h 23 min 22 s |
| 2.º | Peter Sagan        | Bora-Hansgrohe             | + 4 s           |
| 3.º | Marcel Kittel      | Katusha-Alpecin            | + 6 s           |
| 4.º | Oliver Naesen      | AG2R La Mondiale           | + 9 s           |
| 5.º | Alexander Kristoff | UAE Team Emirates          | + 10 s          |
| 6.º | Christophe Laporte | Cofidis, Solutions Crédits | + 10 s          |
| 7.º | Dylan Groenewegen  | LottoNL-Jumbo              | + 10 s          |
| 8.º | Michael Matthews   | Team Sunweb                | + 10 s          |
| 9.º | John Degenkolb     | Trek-Segafredo             | + 10 s          |
| 10.º | Jakob Fuglsang     | Astana                     | + 10 s          |

### Clasificación por puntos(Maillot Vert)
| Clasificación por puntos | Clasificación por puntos | Clasificación por puntos   | Clasificación por puntos | Clasificación por puntos |
| Ciclista                 | Ciclista                 | Equipo                     | Puntos                   |                          |
| ------------------------ | ------------------------ | -------------------------- | ------------------------ | ------------------------ |
| 1.º                      | Fernando Gaviria         | Quick-Step Floors          | 63 pts                   |                          |
| 2.º                      | Peter Sagan              | Bora-Hansgrohe             | 37 pts                   |                          |
| 3.º                      | Marcel Kittel            | Katusha-Alpecin            | 24 pts                   |                          |
| 4.º                      | Alexander Kristoff       | UAE Team Emirates          | 24 pts                   |                          |
| 5.º                      | Jérôme Cousin            | Direct Énergie             | 20 pts                   |                          |
| 6.º                      | Kévin Ledanois           | Fortuneo-Samsic            | 17 pts                   |                          |
| 7.º                      | Christophe Laporte       | Cofidis, Solutions Crédits | 16 pts                   |                          |
| 8.º                      | Yoann Offredo            | Wanty-Groupe Gobert        | 15 pts                   |                          |
| 9.º                      | Dylan Groenewegen        | LottoNL-Jumbo              | 14 pts                   |                          |
| 10.º                     | Michael Matthews         | Team Sunweb                | 12 pts                   |                          |

### Clasificación de la montaña(Maillot à Pois Rouges)
| Clasificación de la montaña | Clasificación de la montaña | Clasificación de la montaña | Clasificación de la montaña | Clasificación de la montaña |
| Ciclista                    | Ciclista                    | Equipo                      | Puntos                      |                             |
| --------------------------- | --------------------------- | --------------------------- | --------------------------- | --------------------------- |
| 1.º                         | Kévin Ledanois              | Fortuneo-Samsic             | 1 pt                        |                             |

### Clasificación del mejor joven(Maillot Blanc)
| Clasificación del mejor joven | Clasificación del mejor joven | Clasificación del mejor joven | Clasificación del mejor joven | Clasificación del mejor joven |
| Ciclista                      | Ciclista                      | Equipo                        | Tiempo                        |                               |
| ----------------------------- | ----------------------------- | ----------------------------- | ----------------------------- | ----------------------------- |
| 1.º                           | Fernando Gaviria              | Quick-Step Floors             | 4 h 23 min 22 s               |                               |
| 2.º                           | Dylan Groenewegen             | LottoNL-Jumbo                 | + 10 s                        |                               |
| 3.º                           | Thomas Boudat                 | Direct Énergie                | + 10 s                        |                               |
| 4.º                           | Tiesj Benoot                  | Lotto-Soudal                  | + 10 s                        |                               |
| 5.º                           | Rick Zabel                    | Katusha-Alpecin               | + 10 s                        |                               |
| 6.º                           | Anthony Turgis                | Cofidis, Solutions Crédits    | + 10 s                        |                               |
| 7.º                           | Dion Smith                    | Wanty-Groupe Gobert           | + 10 s                        |                               |
| 8.º                           | Nils Politt                   | Katusha-Alpecin               | + 10 s                        |                               |
| 9.º                           | Søren Kragh Andersen          | Team Sunweb                   | + 10 s                        |                               |
| 10.º                          | Oliviero Troia                | UAE Team Emirates             | + 42 s                        |                               |

### Clasificación por equipos(Classement par Équipe)
| Clasificación por equipos | Clasificación por equipos  | Clasificación por equipos | Clasificación por equipos |
| Equipo                    | Equipo                     | Tiempo                    |                           |
| ------------------------- | -------------------------- | ------------------------- | ------------------------- |
| 1.º                       | Quick-Step Floors          | 13 h 10 min 36 s          |                           |
| 2.º                       | Astana                     | + 0 s                     |                           |
| 3.º                       | Bora-Hansgrohe             | + 0 s                     |                           |
| 4.º                       | Bahrain-Merida             | + 0 s                     |                           |
| 5.º                       | Trek-Segafredo             | + 0 s                     |                           |
| 6.º                       | Wanty-Groupe Gobert        | + 0 s                     |                           |
| 7.º                       | Katusha-Alpecin            | + 0 s                     |                           |
| 8.º                       | Dimension Data             | + 0 s                     |                           |
| 9.º                       | Team Sunweb                | + 0 s                     |                           |
| 10.º                      | Cofidis, Solutions Crédits | + 0 s                     |                           |

## Abandonos
Ninguno.